# Protospatharios
Protospatharios (gr. πρωτοσπαθάριος) – w Cesarstwie Bizantyńskim tytuł honorowy, drugi co do znaczenia po patrikosie, jaki mógł być przyznany osobom nienależącym do bliskiego otoczenia rodziny cesarskiej.